# Strover Peak
Strover Peak ist ein niedriger und felsiger Berg an der Ingrid-Christensen-Küste des ostantarktischen Prinzessin-Elisabeth-Lands. Er ragt 10 km westnordwestlich des Mount Caroline Mikkelsen auf.
Norwegische Kartografen, die ihn als Svartmulen (norwegisch für Schwarzmaul) benannten, kartierten ihn anhand von Luftaufnahmen der Lars-Christensen-Expedition 1936/37. Das Antarctic Names Committee of Australia benannte ihn dagegen nach William G. H. Strover, der 1963 den Funkverkehr auf der Davis-Station überwachte und zur Mannschaft im Rahmen der Australian National Antarctic Research Expeditions gehörte, die Vermessungen dieses Bergs durchführte.